# Richard Hawes
Pour les articles homonymes, voir Hawes (homonymie).
Richard Hawes (6 février 1797 - 25 mai 1877) était un homme politique américain qui fut représentant à la Chambre des représentants des États-Unis de 1837 à 1841 et le second gouverneur confédéré du Kentucky entre 1862 et 1865. Il fut membre du parti Parti whig puis du Parti démocrate.